# Lampropeltis triangulum
Couleuvre faux-corail, Couleuvre tachetée
Espèce
Synonymes
- Coluber triangulum Lacépède, 1789
- Coluber eximius Harlan, 1827
- Lampropeltis amaura Cope, 1861
- Lampropeltis triangulum amaura Cope, 1861
- Ophibolus doliatus syspilus Cope, 1889
- Lampropeltis triangulum syspila (Cope, 1889)

Lampropeltis triangulum, ou Couleuvre faux-corail, la Couleuvre tachetée ou le Serpent laitier de l'Est, est une espèce de serpents de la famille des Colubridae.

## Répartition
Cette espèce se rencontre :
- au Canada en Ontario et dans le sud du Québec ;
- aux États-Unis dans le sud du Maine, au New Hampshire, au Vermont, au Massachusetts, au Rhode Island, au Connecticut, dans l'État de New York, au New Jersey, en Pennsylvanie, au Maryland, en Virginie, en Virginie-Occidentale, dans le nord de la Caroline du Nord, dans le Nord de la Caroline du Sud, dans le Nord de la Géorgie, dans le Nord de l'Alabama, dans le nord du Mississippi, dans le Nord de la Louisiane, en Arkansas, au Missouri, au Kentucky, en Ohio, en Indiana, en Pennsylvanie, en Pennsylvanie, au Michigan, au Wisconsin, en Illinois, en Iowa et au Minnesota.

## Description

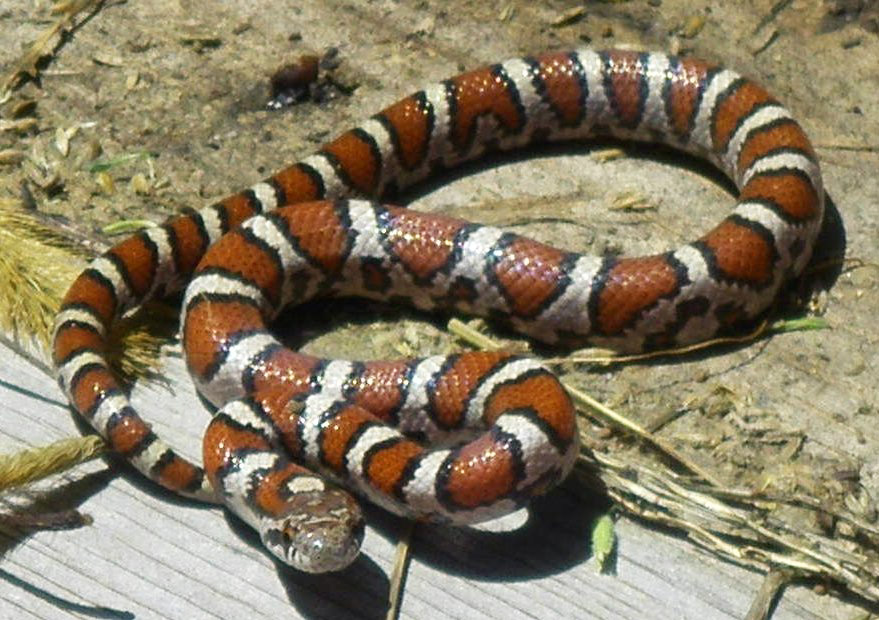
Lampropeltis triangulum

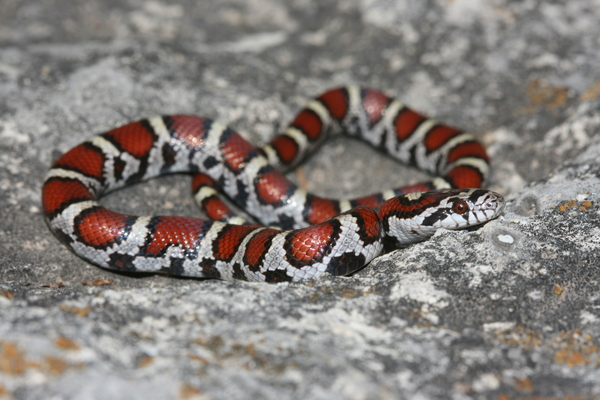
Lampropeltis triangulum

La couleur de son corps va de gris à brun crème. Elle a, sur le dos, des taches à bordure rougeâtre, brune ou noire. Un collier pâle en forme de V ou de Y est visible sur la tête. La taille est d'environ 51 à 152 cm.
C'est un animal d'aspect fin, avec une tête fine et triangulaire, à peine plus épaisse que le corps. Les pupilles sont rondes. Son dos est noir, blanc et rouge en anneaux transversaux, imitant les motifs de certains serpents venimeux, comme Micrurus bernadi, Micrurus limbatus et Micrurus diastema, ce qui semble être une protection contre les prédateurs.
C'est un serpent diurne terrestre qui se nourrit de petits rongeurs et de petits reptiles, comme des lézards et d'autres serpents. Il vit en plaine jusqu'à environ 1 000 m d'altitude souvent près des zones cultivées.
La couleuvre tachetée possède des écailles lisses et une plaque anale non divisée. Cette espèce est ovipare. Les accouplements ont lieu entre mai et juin. La femelle pond ses œufs (de 3 à 24 selon les régions) au mois de juin et juillet et les jeunes éclosent environ deux mois plus tard.
Sa nourriture se compose de petits rongeurs, de reptiles, de poissons, d’amphibiens et aussi de différents invertébrés. C'est la seule couleuvre constrictrice au Québec : elle étouffe sa proie en s'enroulant autour de celle-ci avant de l’avaler.
Un mythe ancien sur la couleuvre faux-corail lui a valu le nom de serpent laitier.  Certains ont prétendu qu'elle suçait les mamelles de vache pour en boire le lait. Ce mythe est entièrement faux et discrédité par le fait que le serpent laitier n'a pas les capacités physiques pour aspirer le lait d'une vache. Cela dit, les serpents laitiers se retrouvent fréquemment aux alentours des granges, qui sont des endroits frais et sombres, et surtout à cause des rongeurs faciles à attraper qui les habitent. Cette proximité des granges, et donc des vaches, a probablement donné naissance au mythe.
Des cas d'hybridation ont été observés, notamment entre Lampropeltis triangulum sinaloae ou Lampropeltis triangulum nelsoni et Pantherophis guttatus, ce qui est un phénomène rare entre des espèces de genres différents.
Ce serpent vit en moyenne une douzaine d'années.

## Taxonomie
La sous-espèce Lampropeltis triangulum elapsoides a été élevée au rang d'espèce par Pyron et Burbrink en 2009.
Les sous-espèces Lampropeltis triangulum amaura et Lampropeltis triangulum syspila ont été placées en synonymie par Ruane, Bryson, Pyron et Burbrink en 2014.
La sous-espèce Lampropeltis triangulum polyzona a été élevée au rang d'espèce par Ruane, Bryson, Pyron et Burbrink en 2014 et les sous-espèces Lampropeltis triangulum arcifera, Lampropeltis triangulum nelsoni, Lampropeltis triangulum sinaloae, Lampropeltis triangulum smithi, Lampropeltis triangulum conanti et Lampropeltis triangulum campbelli ont été placées en synonymie avec celle-ci par Ruane, Bryson, Pyron et Burbrink en 2014.
La sous-espèce Lampropeltis triangulum micropholis a été élevée au rang d'espèce par Ruane, Bryson, Pyron et Burbrink en 2014 et les sous-espèces Lampropeltis triangulum gaigae et Lampropeltis triangulum andesiana ont été placées en synonymie avec celle-ci par Ruane, Bryson, Pyron et Burbrink en 2014.
La sous-espèce Lampropeltis triangulum gentilis a été élevée au rang d'espèce par Ruane, Bryson, Pyron et Burbrink en 2014 et les sous-espèces Lampropeltis triangulum multistrata, Lampropeltis triangulum celaenops et Lampropeltis triangulum taylori ont été placées en synonymie avec celle-ci par Ruane, Bryson, Pyron et Burbrink en 2014.
La sous-espèce Lampropeltis triangulum annulata a été élevée au rang d'espèce par Ruane, Bryson, Pyron et Burbrink en 2014 et la sous-espèce Lampropeltis triangulum dixoni a été placée en synonymie avec celle-ci par Ruane, Bryson, Pyron et Burbrink en 2014.
La sous-espèce Lampropeltis triangulum abnorma a été élevée au rang d'espèce par Ruane, Bryson, Pyron et Burbrink en 2014 et les sous-espèces Lampropeltis triangulum oligozona, Lampropeltis triangulum blanchardi, Lampropeltis triangulum hondurensis et Lampropeltis triangulum stuarti ont été placées en synonymie avec celle-ci par Ruane, Bryson, Pyron et Burbrink en 2014.

## Élevage en captivité
En France, Lampropeltis triangulum est un animal très aimé des éleveurs Terrariophiles pour sa facilité d'élevage et son tempérament calme et doux. Ce serpent n'est soumis à aucune loi particulière et l'on peut donc le maintenir légalement sans permis (CDC ou AOE) et sans Puçage ou Identification (IFAP) quelle qu'elle soit en dessous de 25 individus. Toutefois ça reste un animal sauvage que l'on ne peut pas avoir sans avoir été préalablement informé de ses besoins vitaux comme l'environnement de vie ou l'alimentation.

## Publication originale
- Lacépède, 1789 : Histoire Naturelle des Quadrupèdes Ovipares et des Serpens, vol. 2, Imprimerie du Roi, Hôtel de Thou, Paris, p. 1-671.